# Sesta Godano
Sesta Godano (AFI: [ˈsɛsta ɡoˈdano], A Sesta in ligure) è un comune italiano di 1 263 abitanti della provincia della Spezia in Liguria.

## Geografia fisica
Il territorio del comune di Sesta Godano si trova sul confine nord occidentale della provincia, nel medio bacino del fiume Vara, lungo la riva destra del torrente Gottero. È costituito prevalentemente da zone montane e pedemontane, solcate da vallate che confluiscono nella valle principale attraversate a loro volta da torrenti minori come il Durla, il Ruschia, il Labora e il Mangia, i quali nascono principalmente alle pendici del monte Gottero (1639 metri), il monte più alto della provincia.
Il territorio fa parte del Parco naturale regionale di Montemarcello-Magra-Vara.

## Origini del nome
Il toponimo Sesta deriva secondo alcuni dall'espressione sexta ab urbe lapidem, ossia paese posto in corrispondenza della sesta pietra miliare dalla città di Brugnato. La tesi è comunque oggetto di discussione.
La parola Godano alcuni ritengono discendere dalla contrazione dialettale del termine longobardo Wotàn - Godàn - Godano, con il quale era indicato il dio Odino.

## Storia
Gli antichi abitanti di queste località cominciarono ad avere rapporti con le popolazioni esterne, in particolare con i Romani, quando questi, dopo avere colonizzato la fascia costiera, cominciarono la penetrazione verso l'interno allo scopo di proteggere le vie di comunicazione.
Dopo il periodo romano, un altro importante elemento per lo sviluppo di questa zona fu il diffondersi della religione cristiana, che determinò il formarsi di svariate diocesi e la costruzione di monasteri attorno ai quali si iniziarono a fondare le comunità abitative della valle; parallelamente a ciò cominciarono ad essere costruiti castelli e rocche per difendere il territorio.
Dal XII secolo la famiglia dei Malaspina era feudataria di questo territorio, e controllava non solo i castelli della valle di Gottera, ma anche quelli dell'intera Lunigiana (da dove proveniva) e di tutta quella parte di val di Vara che si trova alla sinistra del fiume. Si devono alla famiglia dei Malaspina i castelli di Godano, Chiusola, Cornice, Groppo e Rio.
Anche Genova fece sentire la sua presenza sul territorio: dopo aver combattuto contro gli insediamenti malaspiniani ed aver stipulato trattati con l'abbazia di Brugnato, i consoli genovesi si impegnarono a mantenere dei presidi in queste roccaforti. Intorno alla metà del XIII secolo un altro importante documento aumentò il legame tra questi territori e Genova: il 7 marzo 1248 il castello Marzio di Groppo sottoscriveva un atto di dedizione al Comune di Genova. Nel 1229 il borgo di Godano passò invece alle dipendenze del Comune di Pontremoli.
È conosciuto come "sassata dei Godani" un fatto realmente accaduto a Godano nel 1524 che vide protagonisti gli abitanti dell'allora borgo e il locale marchese Alessandro Malaspina. Quest'ultimo, considerato uomo cattivo e crudele dai suoi sudditi, tra le varie angherie e soprusi esigeva pure il diritto della prima notte (Ius primae noctis), rito che ben presto fece ribellare i Godani. Gli abitanti tentarono alla prima di chiedere aiuto ai Malaspina di Milano ma, non ottenendo risposta, cercarono alla fine da soli il metodo di farsi giustizia. Dopo una riunione dei capi famiglia presso la cappella del Malconsiglio, nella quale si decise per la morte del Malaspina, il giorno successivo quest'ultimo fu assalito e malmenato con sacchetti di sabbia e lasciato in fin di vita. Il marchese riuscì comunque a raggiungere suo cugino a Cornice, ma morì alcune ore dopo per le percosse.
Più tardi il territorio divenne proprietà feudale della famiglia Fieschi per tornare ancora dei Malaspina dopo il 1274.
Con la cattiva gestione della famiglia malaspiniana alimentarono nei secoli i contrasti con la popolazione che culminarono nel 1524 con l'uccisione del locale marchese Alessandro Malaspina nella foresta del Malconsiglio, presso Godano.
Con propri statuti divenne possedimento della Repubblica di Genova che oramai estese il suo dominio a buona parte della val di Gottera, istituendo in zona la podesteria di Godano e assoggettando a quest'ultima i territori connessi di Antessio, Scogna, Orneto, Pignona, Santa Maria, Bergassana, Groppo e Rio.
Nel 1797 con la dominazione francese di Napoleone Bonaparte rientrò dal 2 dicembre nel Dipartimento del Vara, con capoluogo Levanto, all'interno della Repubblica Ligure. Dal 28 aprile del 1798 con i nuovi ordinamenti francesi, il territorio rientrò nel IV cantone, capoluogo Varese Ligure, della Giurisdizione del Gromolo e del Vara e dal 1803 centro principale del VI cantone dell'Alta Vara nella Giurisdizione dell'Entella. Annesso al Primo Impero francese dal 13 giugno 1805 al 1814 venne inserito nel Dipartimento degli Appennini.
Nel 1815 fu inglobato nella provincia di Levante del Regno di Sardegna, così come stabilì il Congresso di Vienna del 1814, e successivamente nel Regno d'Italia dal 1861.
In questo periodo precedente all'Unità d'Italia gli abitanti della zona si trovavano a dover affrontare una situazione di forte disagio economico: nel 1821 un tremendo incendio devastò il monte Gottero distruggendo boschi, frutteti, castagneti, olivi oltre che case, capanne mulini e attrezzature per il lavoro. Nel 1838, in una notte d'estate, è la volta di una violentissima grandinata di proporzioni tali che il comune decise di sospendere tutte le contribuzioni da parte dei contadini che risultano con il raccolto compromesso o distrutto. Infine, nel 1852 una vastissima inondazione del Vara provocò il cedimento di 3 ponti e la distruzione di parecchie strade della zona, strutture importantissime per le comunicazioni con il capoluogo e per lo scambio della corrispondenza.
La fonte principale di sostentamento di queste popolazioni era l'agricoltura che con il susseguirsi di queste calamità non trovò le forze sufficienti per fronteggiare la crisi: con il prezzo dei generi alimentari sempre più alto si avviò una sempre più crescente emigrazione degli abitanti per cercare lavoro altrove. Allo spopolamento e al tramonto di Godano - ormai un pugno di pochi casolari con circa 100 abitanti - si contrappose invece lo sviluppo di Sesta: nata in una fertile e rigogliosa valle fluviale crebbe anno dopo anno e nel 1862, con la costruzione della strada che da Sesta porta a Carrodano, vide aumentare i traffici commerciali e il progresso nella valle. S'intensificarono e svilupparono coltivazioni e frutteti, si costruirono nuove abitazioni pulite e ordinate, si aprirono alberghi, caffè e botteghe e, sulle rive della Gottera, si costruirono anche delle seghe idrauliche; si svolgono inoltre fiere annuali approvate del governo.
Compreso nel IV mandamento di Godano del circondario di Levante della provincia di Genova dal 1859, il nuovo sviluppo del territorio portò, nel 1863, l'amministrazione a chiedere di poter ottenere la nuova denominazione di Sesta Godano. Al trasferimento della pretura nella borgata di Sesta dal 1874 seguì il decreto reale di Vittorio Emanuele II, datato al 26 ottobre 1875, nella quale si autorizzò il Comune di Godano a cambiare il nome in quello di Sesta Godano e a trasferirne la sede comunale a Sesta.
Nei primi anni del Novecento la rete stradale del territorio comunale di Sesta Godano venne definita molto "fitta": Sesta Godano si è sempre battuta per accrescere le proprie vie di comunicazione; alcuni storici dell'epoca dissero che: "l'attività di Sesta Godano arriverà a far di tutta la valle un unico polo tendente al benessere generale". Con l'istituzione nel 1923 della provincia della Spezia il mandamento venne inglobato in quest'ultima amministrazione provinciale.
Dal 1973 al 31 dicembre 2008 è stata la sede amministrativa della Comunità montana dell'Alta Val di Vara e, con le nuove disposizioni della Legge Regionale nº 24 del 4 luglio 2008, fino al 2011 della Comunità montana Val di Vara. Dal 6 dicembre 2014 al 31 dicembre 2020 ha fatto parte dell'Unione dei comuni della Val di Vara, di cui ne ospitava la sede amministrativa.

### Simboli
Stemma
Gonfalone

Lo stemma e il gonfalone sono stati concessi con decreto del presidente della Repubblica del 21 novembre 1966. 

## Monumenti e luoghi d'interesse

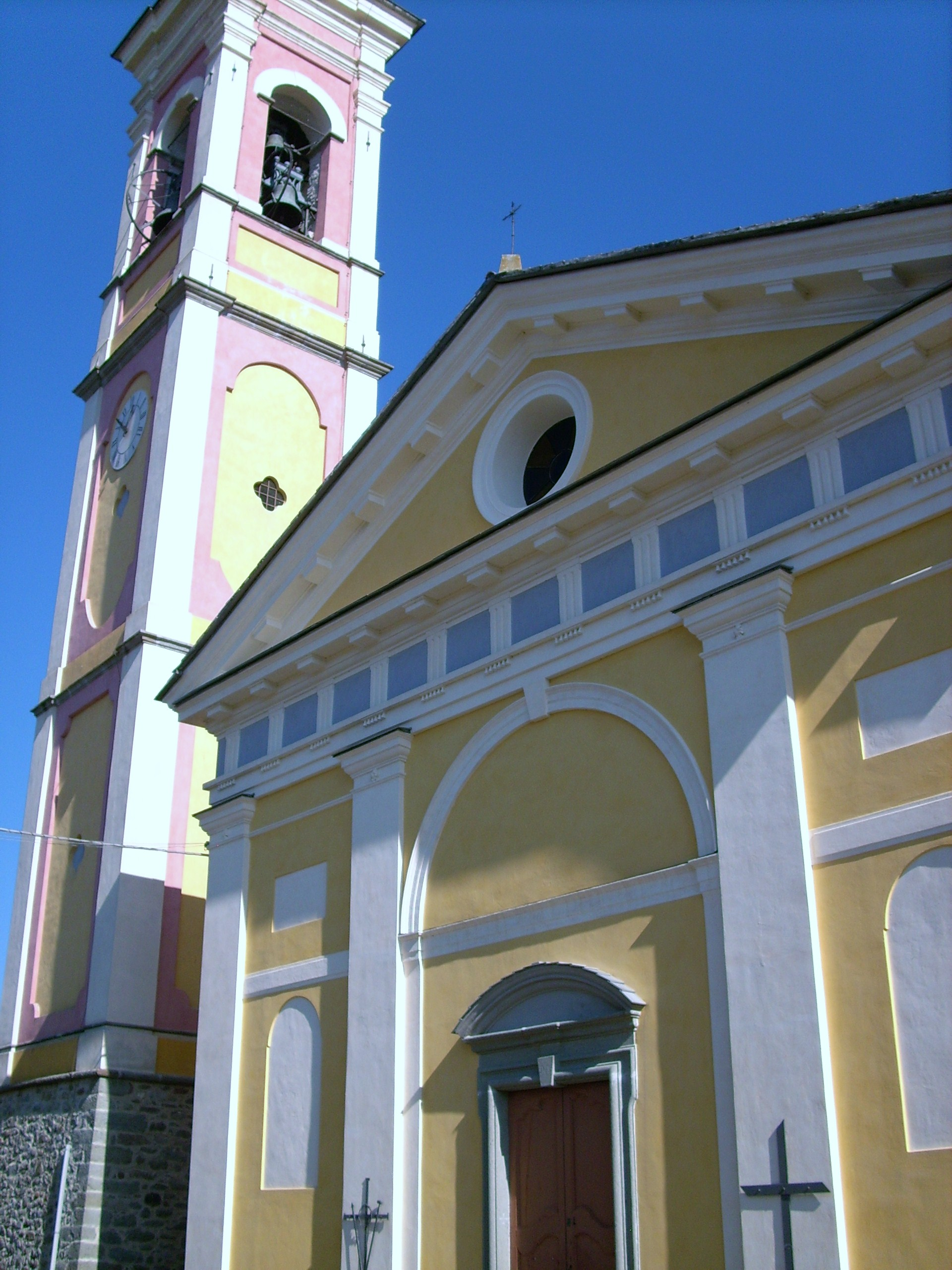
La chiesa parrocchiale di Santa Maria Assunta a Sesta Godano

### Architetture religiose
- Chiesa parrocchiale di Santa Maria Assunta a Sesta Godano. Sede dell'antica pieve di Robbiano, la chiesa è una ricostruzione risalente al XVIII secolo[13]. All'antica pieve dipendevano i "castelli" di Godano, Groppo e Rio.
- Chiesa di San Marco Evangelista a Sesta Godano.
- Santuario di Nostra Signora di Airola nella frazione di Airola. Secondo la tradizione popolare il santuario fu eretto nel 1450 dopo l'apparizione mariana[13] ad una bambina del luogo, Caterina Greppi, che muta dalla nascita riacquistò la parola dopo l'eccezionale avvenimento. Di scuola pittorica fiamminga è il dipinto della Madonna col Bambino custodito all'interno.
- Chiesa parrocchiale di San Lorenzo martire nella frazione di Antessio. Conserva al suo interno un organo del 1886[13] costruito dalla ditta Agati.
- Chiesa parrocchiale di Sant'Andrea apostolo nella frazione di Bergassana. Risalente al 1133[13], fu alle dipendenze dell'abbazia di Brugnato. L'edificio fu completamente ricostruito nel Settecento e conserva una statua in legno raffigurante San Rocco.
- Santuario di Nostra Signora della Neve nella località di Casà. Secondo quanto riportato negli archivi parrocchiali l'intitolazione a Nostra Signora della Neve, festeggiata il 5 agosto, è legata all'eccezionale nevicata che interessò la località nel mese di agosto[13].
- Chiesa parrocchiale di San Michele Arcangelo nella frazione di Chiusola. Lungo le pareti perimetrali della chiesa vi sono impresse due sculture considerate di notevole interesse antropologico e un portale di origine longobarda[13].
- Chiesa parrocchiale di San Colombano abate nella frazione di Cornice. L'interno presenta un bell'altare marmoreo, con coro ligneo e pregevoli tele settecentesche.
- Cappella del Malconsiglio nella frazione di Godano.
- Chiesa parrocchiale di San Siro Vescovo nella frazione di Groppo.
- Chiesa di Sant'Anna nella frazione di Mangia, costruita dalla popolazione tra il 1578 e il 1640. Al suo interno è conservata una statua dell'Assunta ottocentesca, venerata in paese come sant'Anna, probabilmente di scuola genovese.
- Chiesetta della Madonna della Neve in località Casarecchio (Mangia). Risale alla prima metà dell'Ottocento: all'interno si trovano la statua marmorea della Madonna della Neve, posta sopra l'altare e un affresco raffigurante la Madonna del Carmine.
- Oratorio della Madonna del Carmelo nella frazione di Orneto, del XVII secolo[13].
- Santuario della Madonna della Penna nella frazione di Orneto, antica cappella che fu, in epoca remota, adattata al rifugio dei pellegrini[13].
- Chiesa parrocchiale di Santa Croce nella frazione di Pignona. La chiesa fu costruita nel XIV secolo sulle fondamenta di un preesistente edificio; all'interno è conservata una Madonna di scuola scultorea pavese o comunque lombarda.
- Chiesa parrocchiale di Santa Giustina nella frazione di Rio.
- Chiesa parrocchiale di Santa Maria Assunta nella frazione di Santa Maria.
- Chiesa parrocchiale di San Cristoforo nella frazione di Scogna. Antico possedimento della pieve di Zignago[13], l'attuale edificio è risalente al XVII secolo[13]. Tra le opere un dipinto raffigurante San Cristoforo e un gruppo ligneo della Sacra Famiglia.

### Architetture civili

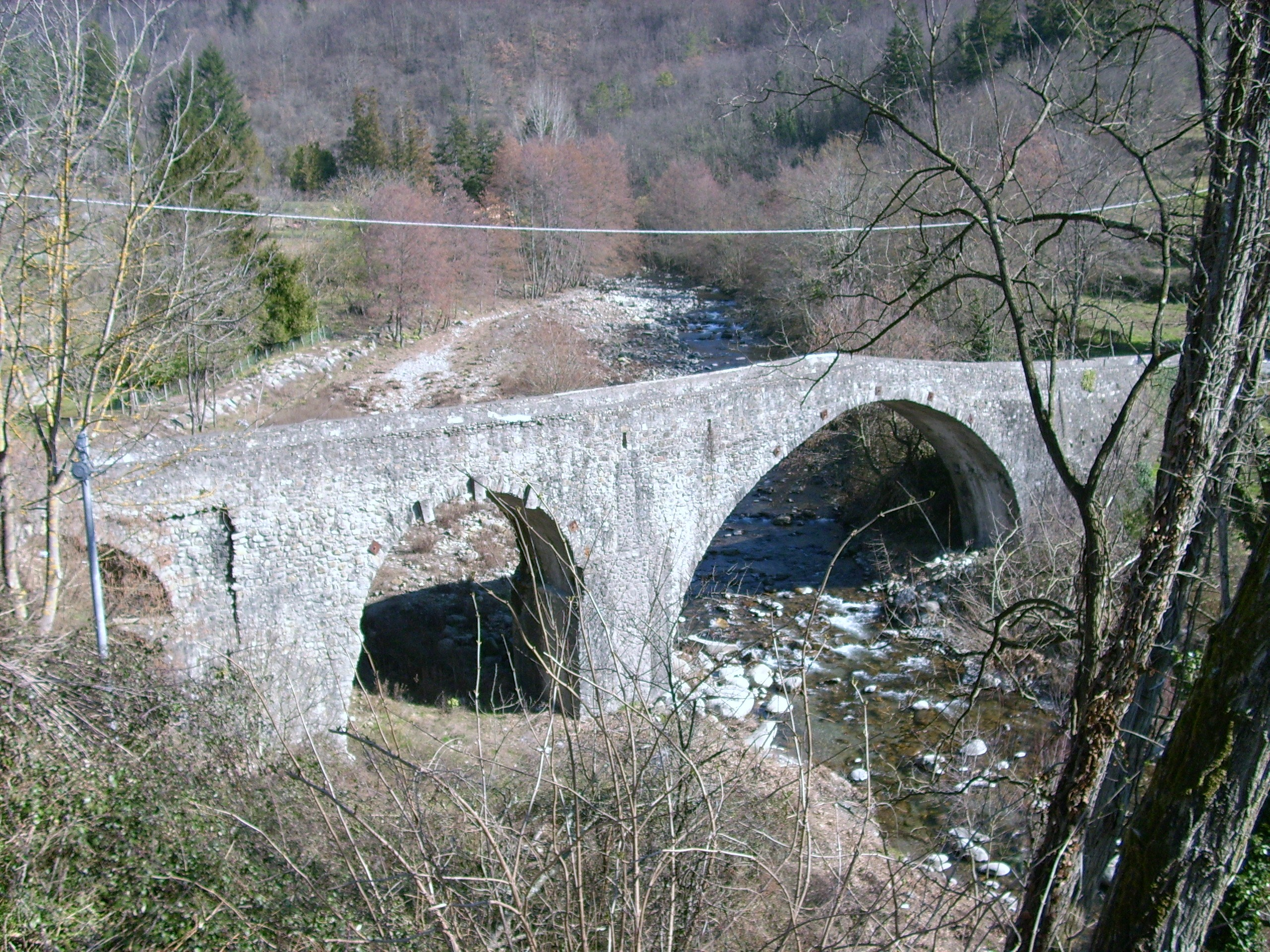
Ponte medievale sul torrente Gottero

- Borgo di Chiusola, posto a difesa della valle del Gottero, il Borgo era dotato di un castello, citato in due inventari del 1268 e 1385.[13].
- Sito Archeologico del Castello di Godano. Antico possedimento degli Estensi, dal XII secolo[13] fu residenza dei Malaspina di Mulazzo e successivamente dei Fieschi fino al 1272[13] quando questi lo vendettero alla Repubblica genovese. Dal XV secolo ritornò in possesso dei Malaspina [13] che lo conservarono fino al 1524[13] quando, dopo una ribellione, fu distrutto dai Godanesi nel 1525[13] prima della sua totale dedizione a Genova.
- Borgo di Groppo, borgo medioevale dotato di un castello, distrutto dai Genovesi nel 1174. Nelle pareti sono murate diverse maschere apotropaiche, volti misteriosi, retaggio di una tradizione rurale che perde le proprie origini nel tempo.[13].
- Palazzo Fieschi nella frazione di Rio, risalente al XIV secolo[13] e costituito da sei piani e da un corpo centrale rettangolare.
- Palazzo padronale con suggestiva corte interna nella frazione di Mangia.
- Ponte medioevale sul torrente Gottero.

## Società

### Evoluzione demografica
Abitanti censiti

### Etnie e minoranze straniere
Secondo i dati Istat al 31 dicembre 2019, i cittadini stranieri residenti a Sesta Godano sono 84, così suddivisi per nazionalità, elencando per le presenze più significative:
1. Romania, 21

## Cultura

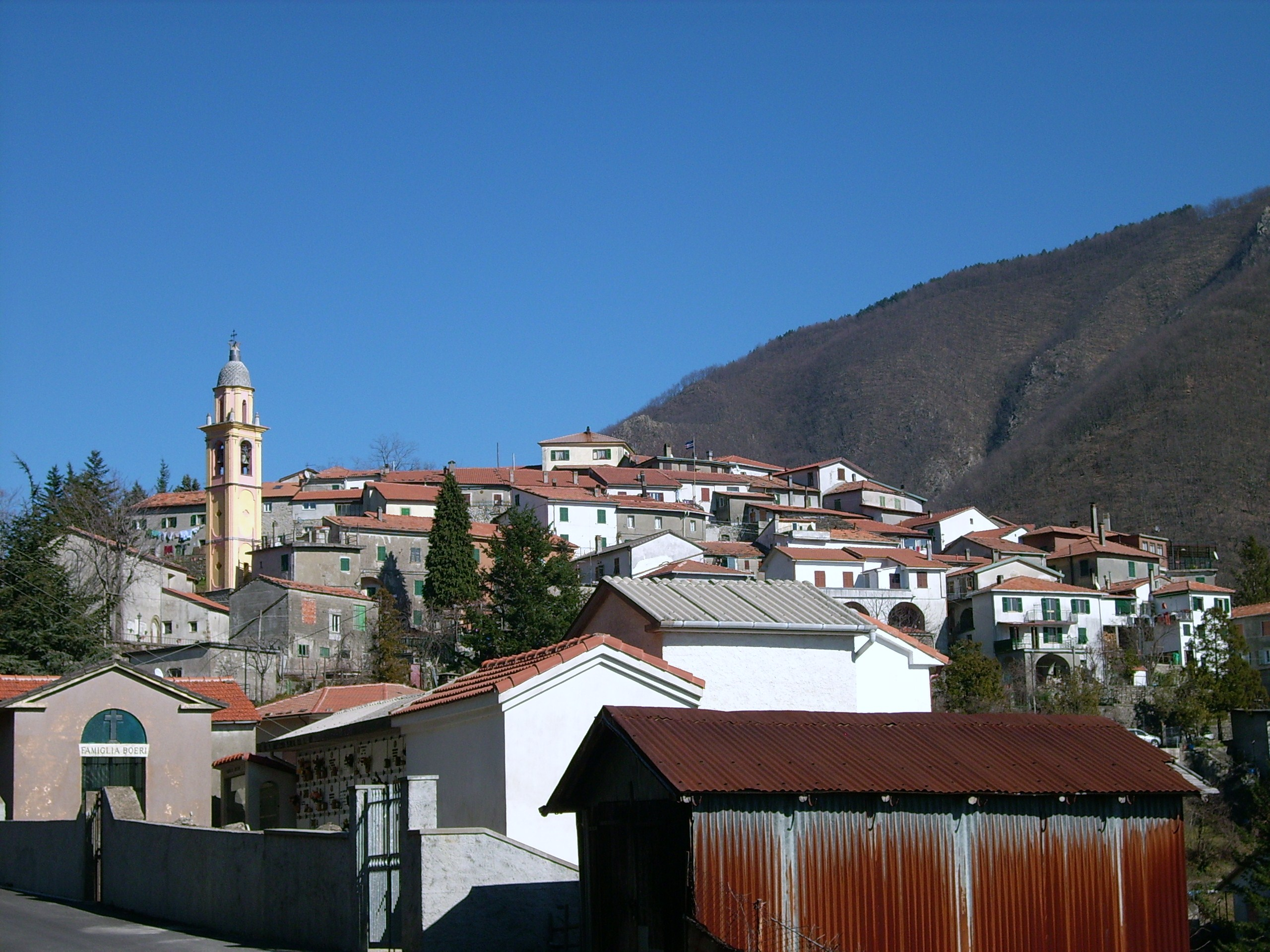
La frazione di Chiusola

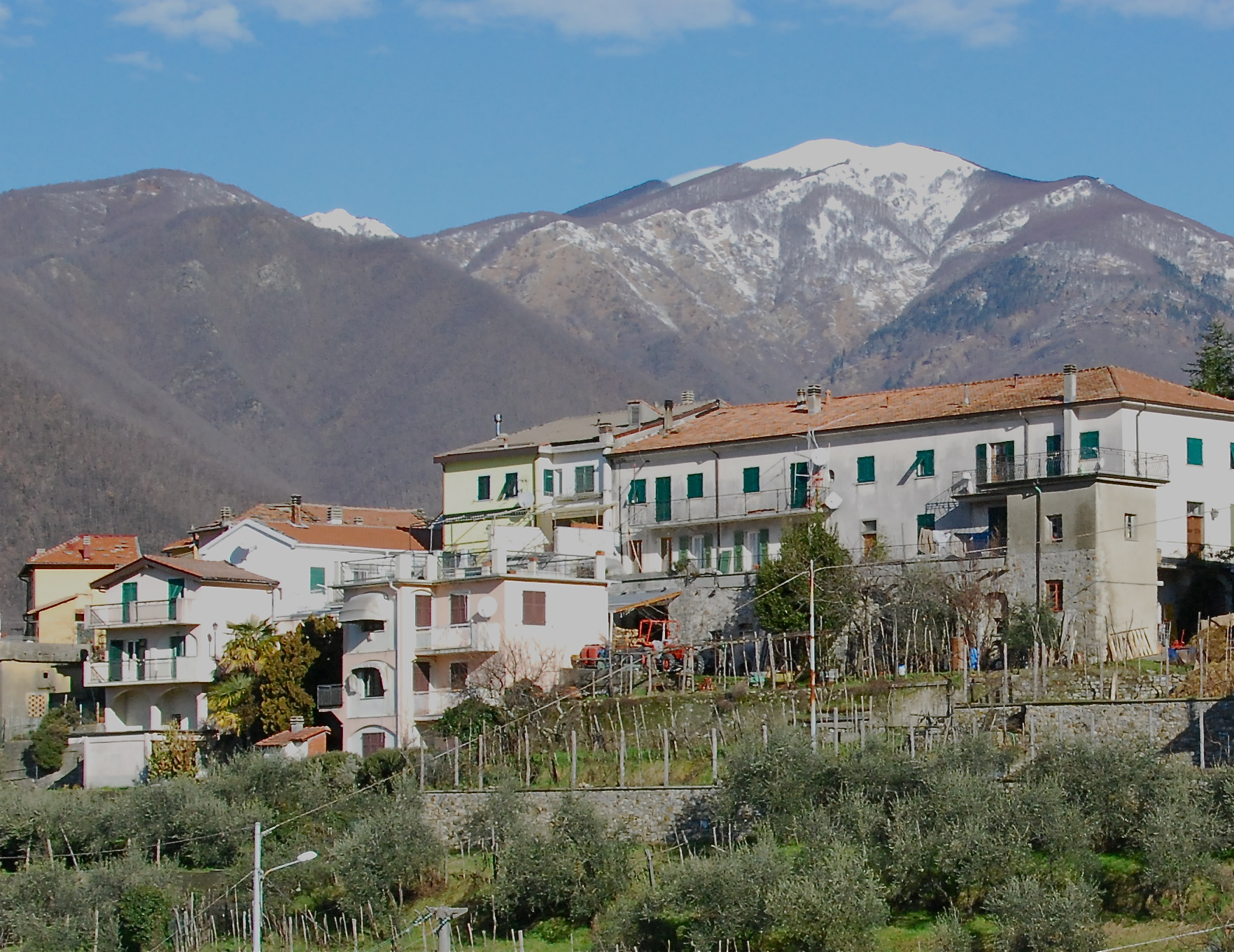
La frazione di Pignona

### Musica
- Banda Musicale "Giuseppe Verdi", fondata nel 1982.
- Corale "Val di Vara", fondata nel 1999.

## Geografia antropica
Il comune è costituito, oltre il capoluogo, dalle frazioni e località di Airola, Antessio, Bergassana, Chiusola, Cornice, Godano, Groppo, Mangia, Oradoro, Orneto, Pignona, Rio, Santa Maria, Scogna e Vizzà per un totale di 67,78 km2.
Confina a nord con i comuni di Varese Ligure, Albareto (PR) e Zeri (MS), a sud con Carrodano, Borghetto di Vara e Brugnato, ad ovest con Varese Ligure, Carro e Carrodano, e ad est con Zeri, Zignago e Brugnato.

### Frazioni

#### Airola
Airola (Aêua in lingua locale) è una frazione situata nella valle del torrente Gottero (Gòtia), ed è composta da due centri abitati: Airola Inferiore e Airola Superiore. Dista dal capoluogo comunale 4 chilometri. L'altitudine varia da 350 a 480 metri sul livello del mare. La nascita della frazione è di difficile datazione, si ha comunque un documento del XVI secolo che nomina tra i vari consiglieri per il territorio di Godano, anche un certo "Lazarino de Arola".
Ad Airola si trova il santuario di Nostra Signora della fontana, dove al suo interno si conserva un quadro con Madonna con bambino, olio su tela, risalente alla seconda metà del XVI secolo.
Numerosi sono i ponti in pietra, lungo i sentieri attorno al paese, e i mulini ad acqua oggi ridotti a ruderi.

## Economia

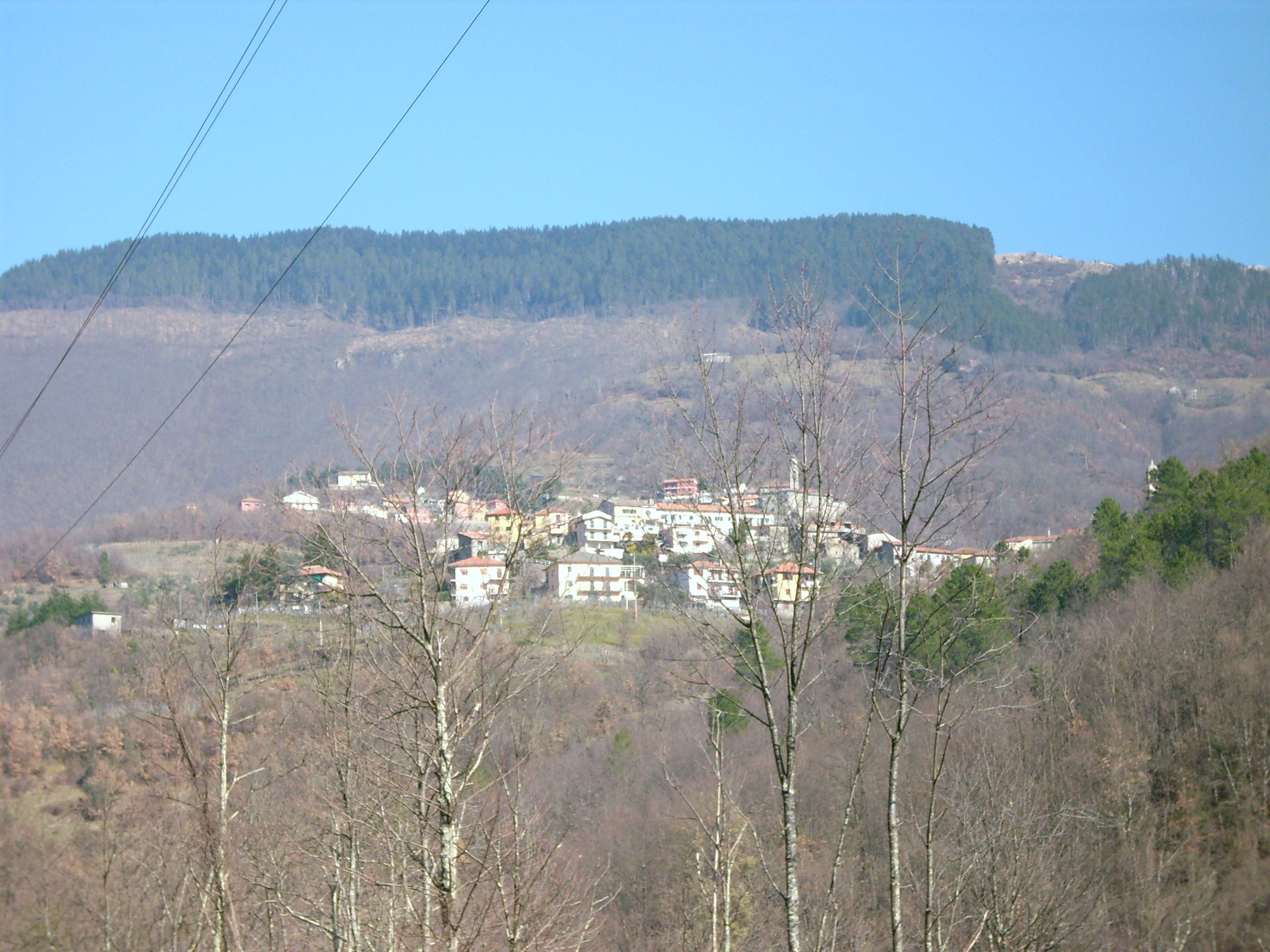
La frazione di Antessio

Sesta Godano sorge in una zona relativamente pianeggiante rispetto alle sue frazioni e pertanto qui si concentrano le principali attività economiche del comune.
Di grande importanza un tempo, ma ancora oggi praticata, è l'agricoltura specie di ortaggi quali la patata, la cipolla (particolarmente apprezzata quella di Pignona), legumi (il fagiolo borlotto di Mangia, prodotto PAT)  e la vite. Per quanto riguarda il settore secondario sono presenti aziende nel campo degli infissi, della lavorazione del legname e nel commercio di autoveicoli.
Nel territorio del comune sorgono alcuni agriturismi ed aziende agricole e di allevamento che negli ultimi anni hanno puntato sul biologico.

## Infrastrutture e trasporti

### Strade
Il centro di Sesta Godano è attraversato dalla strada provinciale 566 che gli permette il collegamento stradale con Varese Ligure, a nordovest, e con Brugnato a sudest. Ulteriori collegamenti viari del territorio sono la provinciale 1 passante per i centri frazionari di Airola, Chiusola, Orneto e quindi sconfinare nel comune di Zeri in provincia di Massa-Carrara (punto di partenza per l'ascesa al monte Gottero, situato in località Menagge); la provinciale 3 per Zignago attraversando i centri di Merzò e Calabria; la provinciale 50 per Carro dal bivio di Ponte Santa Margherita.
Altra arteria viaria di interesse è la strada che poco fuori dal centro abitato di Sesta Godano conduce alla foce di Rastello, luogo in cui si trova un monumento a ricordo delle vittime delle guerre e dal quale si può godere appieno della vista verso le valli toscane di Zeri e la zona di Pontremoli.

### Mobilità urbana
Dai comuni di Borghetto di Vara, Carro, La Spezia, Varese Ligure un servizio di trasporto pubblico locale gestito dall'ATC garantisce quotidiani collegamenti bus con Sesta Godano e per le altre località del territorio comunale.

## Amministrazione

Il municipio

| Periodo        | Periodo        | Primo cittadino            | Partito                                               | Carica  | Note |
| -------------- | -------------- | -------------------------- | ----------------------------------------------------- | ------- | ---- |
| 1980           | 7 giugno 1985  | Giorgio Traversone         | Partito Socialista Italiano                           | Sindaco |      |
| 7 giugno 1985  | 19 maggio 1990 | Giorgio Traversone         | Partito Socialista Italiano                           | Sindaco |      |
| 19 maggio 1990 | 24 aprile 1995 | Giorgio Traversone         | Partito Socialista Italiano                           | Sindaco |      |
| 24 aprile 1995 | 14 giugno 1999 | Giorgio Traversone         | lista civica di centro-sinistra                       | Sindaco |      |
| 14 giugno 1999 | 14 giugno 2004 | Giorgio Traversone         | lista civica di centro-sinistra                       | Sindaco |      |
| 14 giugno 2004 | 8 giugno 2009  | Giovanni Lucchetti Morlani | Costituzione (lista civica di centro-sinistra)        | Sindaco |      |
| 8 giugno 2009  | 26 maggio 2014 | Giovanni Lucchetti Morlani | Partito Democratico                                   | Sindaco |      |
| 26 maggio 2014 | 27 maggio 2019 | Marco Traversone           | Vivere Sesta Godano (lista civica di centro-sinistra) | Sindaco |      |
| 27 maggio 2019 | 10 giugno 2024 | Marco Traversone           | Vivere Sesta Godano (lista civica di centro-sinistra) | Sindaco |      |
| 10 giugno 2024 | in carica      | Marco Traversone           | Vivere Sesta Godano (lista civica di centro-sinistra) | Sindaco |      |